# John McGuinness

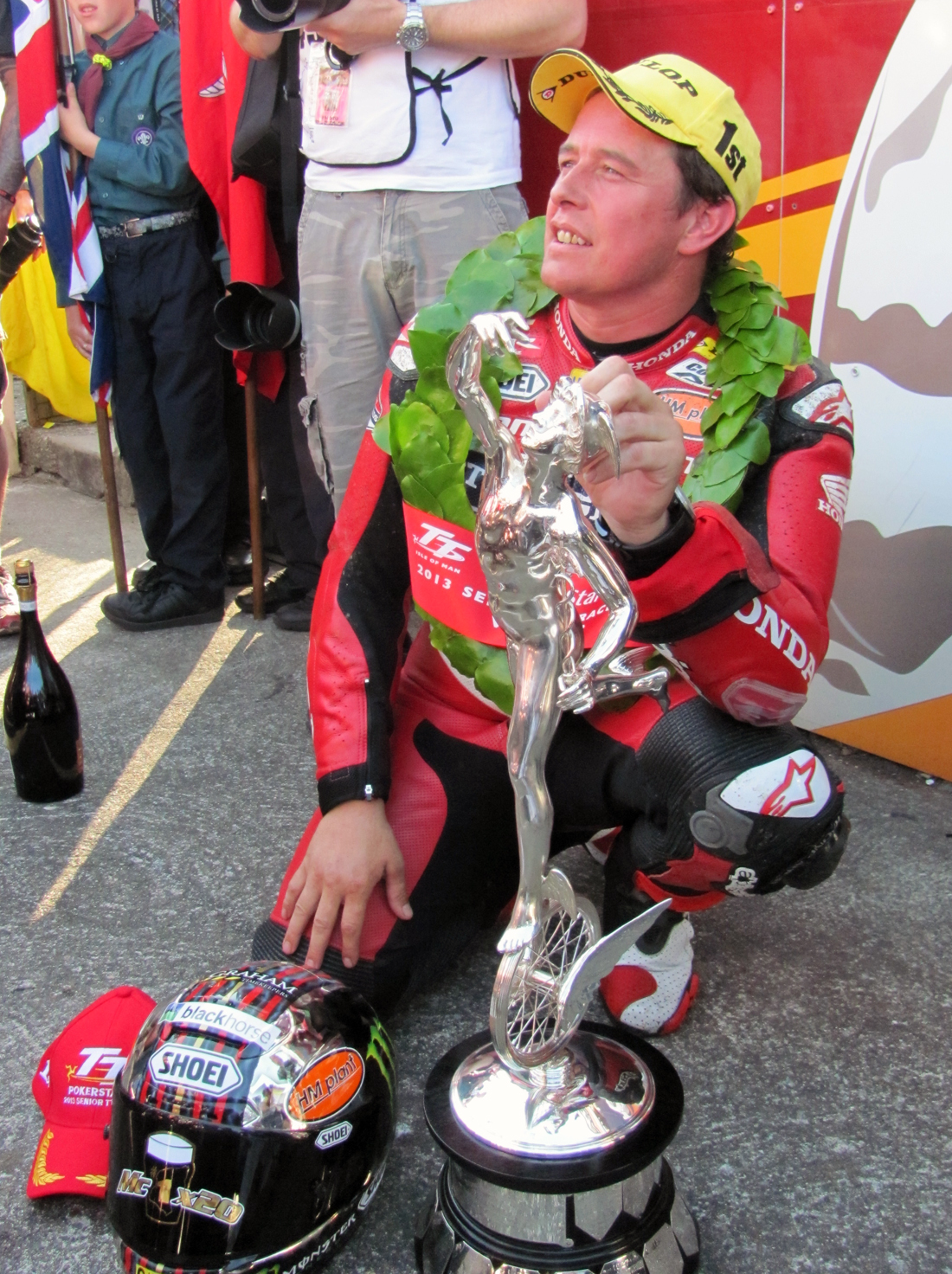
John McGuinness (2013)

John Warren McGuinness MBE, (* 16. April 1972 in Morecambe) ist ein englischer Motorradrennfahrer, der mit 23 Siegen bei der Isle of Man TT auch als „King of the Mountain“, „Mr.TT“ oder in Anspielung auf seinen Geburtsort als „Morecambe Missile“ betitelt wird. Im Jahr 2014 gilt er als der zweiterfolgreichste Rennfahrer der TT nach Joey Dunlop, welcher 26 TT-Rennen in 25 Jahren gewinnen konnte. McGuinness bestreitet auch andere Straßenrennen, wie das North West 200, nimmt aber auch an der British Superstock Championship auf offiziellen Rennstrecken teil. Neujahr 2021 wurde er mit dem Order of the British Empire der englischen Krone für seine sportlichen Verdienste ausgezeichnet.

## Motorradsport
Im Alter von drei Jahren sammelte John McGuinness erste Erfahrungen mit einer kleinen Italjet unter Anleitung seines Vaters. Mit vier Jahren erschien er in der englischen Tageszeitung Daily Mirror unter der Schlagzeile, dass er Evel Knievel, einem berühmten US-amerikanischen Motorradstuntman zur damaligen Zeit, nacheiferte, indem er mit ähnlichem Outfit wie dieser mit seiner Italjet über Spielzeugbusse sprang. Johns Vater brachte seinen Sohn schon früh mit Motorrädern in Kontakt. Jener bestritt selbst Motocross-Rennen und betrieb ein eigenes Reparatur- und Verkaufsgeschäft für motorisierte Zweiräder. John McGuinness begleitete seinen Vater schon in jungen Jahren zu Rennveranstaltungen, auch auf die Isle of Man. McGuinness machte schließlich eine Ausbildung zum Maurer und bestritt mit 18 sein erstes Rennen in Aintree.

### 1991 bis 2001
1991 nahm McGuinness an der British Clubman’s Series teil. Das erste Rennen im Mallory Park konnte er für sich entscheiden, wie letztendlich auch die gesamte Meisterschaft. 1992 wurde ihm ein Shell Stipendium gewährt, welches talentierte Nachwuchsfahrer unterstützte. Von diesem Zeitpunkt an fuhr er drei Jahre lang Rennen in der britischen 250-cm³-Meisterschaft.
1994 hatte McGuinness sein Straßenrenndebüt beim North West 200. Dort nahm er ein Jahr später erneut teil, bevor er 1996 in der Lightweight-Klasse sein Debüt bei der Isle of Man TT gab. Er pilotierte dabei im Team von Paul Bird eine Honda RS 250. McGuinness kam als 15. ins Ziel und war damit der beste Newcomer in dieser Klasse. 1997 immer noch mit der Unterstützung Paul Birds, aber nun mit einem Motorrad der Marke Aprilia ausgestattet, belegte John McGuinness den dritten Platz in der 250er-Klasse, vor ihm nur Ian Lougher und Joey Dunlop. Er fuhr die schnellste Runde des Rennens mit einer Durchschnittsgeschwindigkeit von 116,83 mph (188,02 km/h) auf dem 37,733 Meilen (60,725 km) langen Snaefell Mountain Course. Der zweitplatzierte Lougher erreichte zwei Sekunden vor ihm das Ziel.
Auf einer 250-cm³-Honda des Teams Vimto unter Paul Bird erlangte McGuinness 1998 erneut den dritten Platz in der Lightweight-TT. 1999 konnte er in der britischen 250-cm³-Meisterschaft alle Rennen unter den ersten drei beenden, gewann das 250er-Rennen auf dem Daytona International Speedway und errang bei der Isle of Man TT er seinen ersten Sieg mit der 250-cm³-Honda. Dabei brach er Ian Loughers Rundenrekord. Ab 2000 wechselte John McGuinness in die größeren Kategorien und wurde Teamkollege von Joey Dunlop im Vimto-Team. Er fuhr bei der Formula One TT auf den dritten Platz hinter Michael Rutter und Dunlop und erreichte damit sein erstes Podium in der Superbike-Klasse. Weiterhin gewann er in der Singles-Kategorie sein zweites TT-Rennen auf der Chrysalis-AMDM Motorrad der Morris-Brüder und siegte bei einem Rennen in Daytona. Die Saison endete letztlich jedoch abrupt, als sich McGuinness in Oulton Park bei einem Rennunfall den Oberschenkelknochen brach. Einen Monat nach der TT, im Juli 2000, starb sein Teamkollege Joey Dunlop bei einem Unfall in Tallinn. 2001 führte John McGuinness seine Honda in Großbritannien bei der Castrol-CBR-600-Meisterschaft zum Sieg und gewann den Macau Grand Prix.

### 2002 bis 2005
2002 bestritt John McGuinness neben der TT auch die Supersport-Weltmeisterschaft für Honda Britain. Am Saisonanfang brach er sich bei einem Test in Croft das Schlüsselbein und erlitt später in Südafrika eine Lungenentzündung. Bei der TT konnte er wieder starten. Dabei gelangen McGuinness zwar keine Siege, aber zwei Podiumsplätze, nämlich der zweite Platz in der Formula One TT hinter David Jefferies und Rang drei in der Senior-TT. Diese Ergebnisse bedeuteten jedoch das Vertragsende mit Honda am Ende des Jahres. Durch die fehlende Unterstützung Hondas war John McGuinness in der folgenden Saison gezwungen, sich sein eigenes Rennmotorrad aufzubauen, eine Idee, welche er nach einigen Rennen verwerfen musste, da dies ohne Unterstützung zu kostenintensiv wurde. Für die TT handelte er mit Paul Bird schließlich eine Ducati 998 in dessen Monstermob-Team aus, mit welcher er im Senior-Rennen zum zweiten Platz hinter Adrian Archibald fuhr. Auf der RLR-Honda von Ricky Leddy Racing fuhr er in der 400-cm³-Lightweight TT zum Sieg.
2004 feierte John McGuinness seinen ersten Formula-One-TT-Sieg mit einer Yamaha R1. Beim Rennen in der 400-cm³-Klasse der Isle of Man TT belegte er abermals den ersten Platz. Die Junior-TT gewann er ebenfalls und brach dabei den Rundenrekord in dieser Klasse. 2005 startete McGuinness in der British Superbike Championship für Alastair Flanagans AIM-Yamaha-Team. Dessen Unterstützung genoss er auch beim North West 200 und bei der Tourist Trophy. In der Superstock-Klasse war er zwar der Schnellste im Training, stürzte jedoch im Rennen und schied aus. Beim ersten Supersport-Rennen wurde er Zweiter nach Ian Lougher, bevor er im zweiten Rennen aufgrund technischer Probleme ausschied. Außerdem entschied er zum ersten Mal die Senior-TT und die zwei Superbike-Rennen für sich.

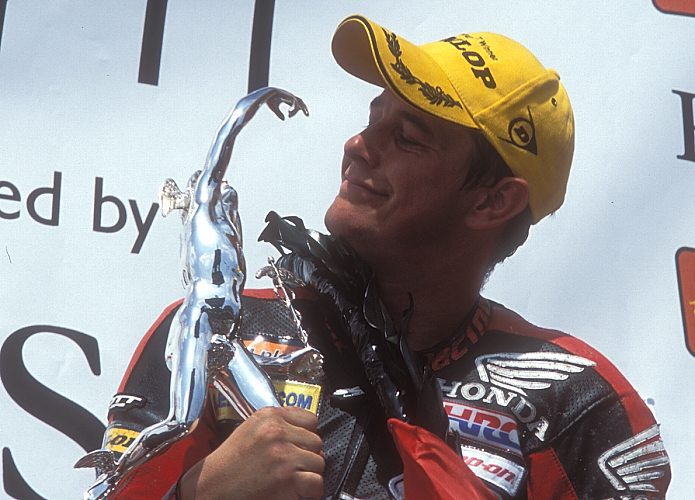
McGuinness nach seinem Senior-TT-Sieg 2007

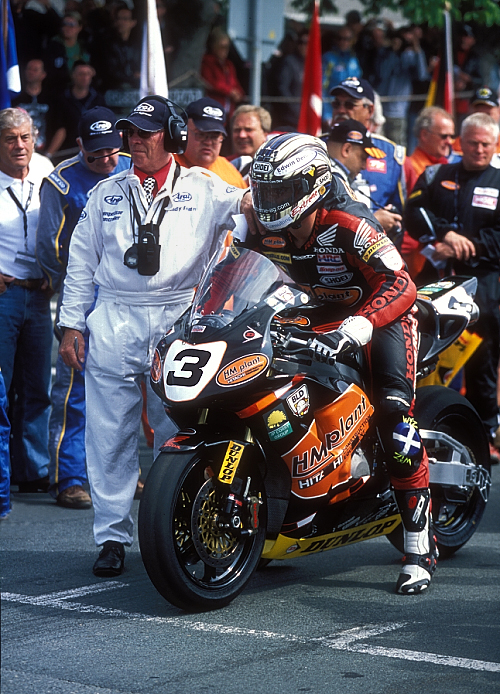
McGuinness am Start zur Senior-TT 2007

### 2006 bis 2009
2006 holte Honda John McGuinness aufgrund seiner Erfolge zurück ins Team. Der Deal mit Honda beinhaltete die British Superstock Championship, die North West 200, die TT sowie den Ulster Grand Prix. McGuinness gewann beim North West 200 mit einer 600er-Honda, wobei er einen neuen Rundenrekord aufstellte. Bei der TT dominierte er die Senior- sowie die Superbike-Klasse und gewann das einzige Rennen in der 600er-Kategorie, die Supersport-TT. 2007 fuhr er im Superbike-Rennen auf den ersten Platz vor Guy Martin und Ian Hutchinson. In den Supersport- und Superstock-Rennen wurde er jeweils Zweiter, während er die Senior-TT vor Martin und Hutchinson gewann. Dabei schraubte er bei der 100-jährigen Geschichte des Rennens den Rundenrekord auf 130,354 mph (209,784 km/h) nach oben und war damit der erste Rennfahrer in der Geschichte der Isle of Man TT, der die 130-mph-Marke überschritt. Im Jahr darauf wurde John McGuinness Zweiter im ersten Supersport-Rennen und in der Superstock-Klasse. Bei der Senior-TT fuhr er nach einem besonders harten Kampf um die Führung mit Cameron Donald, der aufgrund technischer Probleme jedoch ausschied, als Erster über die Ziellinie. Das Superbike-Rennen konnte McGuinness wegen eines technischen Defekts nicht beenden. Zudem stand er beim Macau Grand Prix als Drittplatzierter auf dem Podium.
2009 siegte McGuinness im ersten der zwei Superbike-Rennen, lag auch während des Superstock-Rennens in Führung, fiel aufgrund technischer Probleme aber auf den fünften Platz zurück. In der Senior-TT schied er in Führung liegend in Runde vier aus, weil seine Kette riss. Dennoch konnte er in diesem Rennen den Rundenrekord auf 131,578 mph (211,754 km/h) hochschrauben. In der britischen Superstock-1000-Meisterschaft konnte er sein erstes Rennen seit 2001 auf dem Croft Circuit gewinnen. und wurde am Saisonende Gesamtdritter.

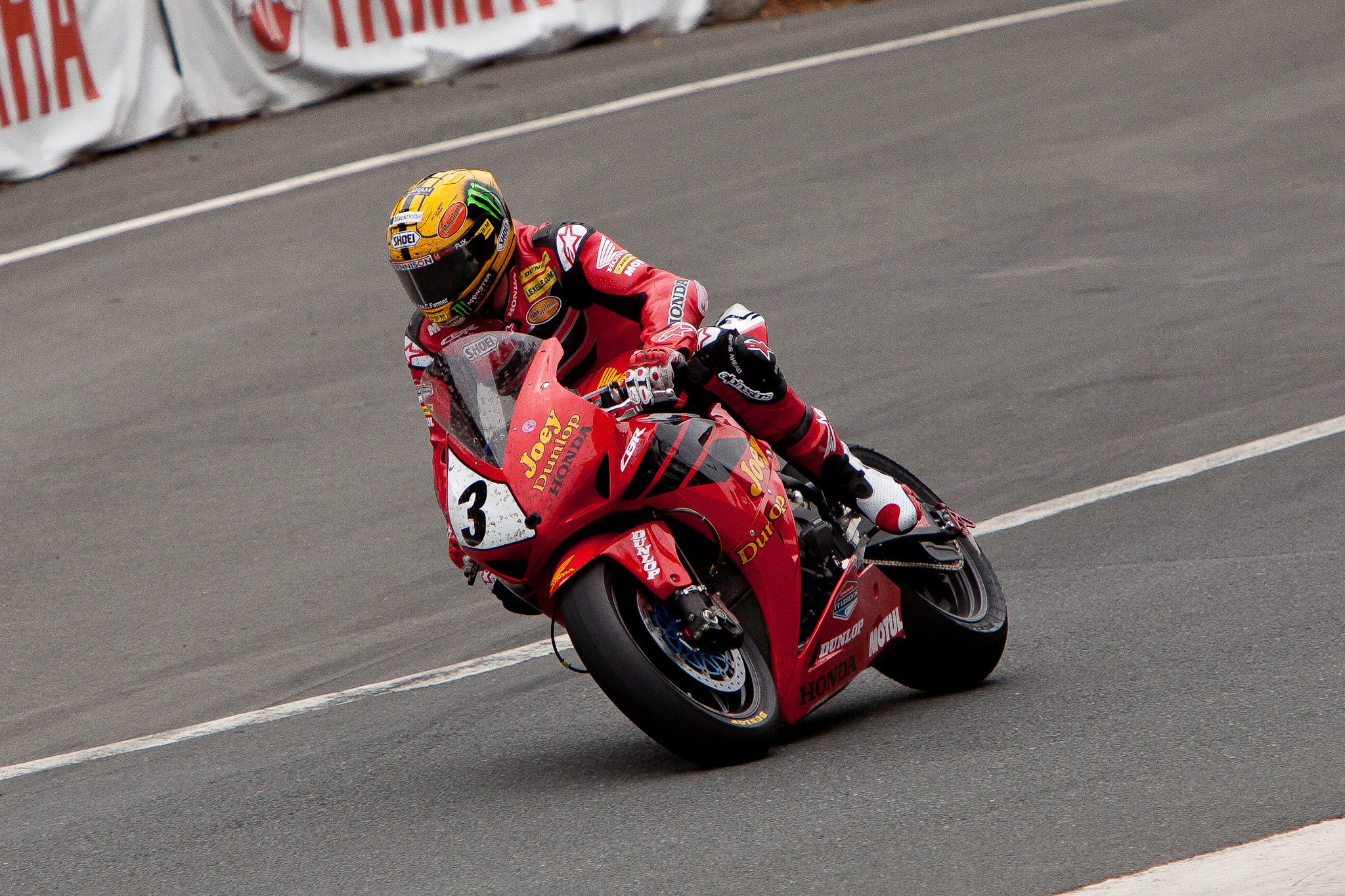
Superbike-TT 2013: McGuinness auf Honda CBR1000RR in Joey-Dunlop-Lackierung

### 2010 bis 2018
John McGuinness gewann im Mai 2010 das North West 200. Bei der Isle of Man TT dagegen konnte sein Teamkollege Ian Hutchinson alle fünf Solo-Rennen für sich entscheiden, während McGuinness nicht ein einziges Mal auf dem Podium stand. Er fuhr auf den siebten und fünften Platz in den zwei Supersport-Rennen, das Superstock-Rennen beendete er auf dem vierten Platz. In der Senior-TT bildete McGuinness mit Conor Cummins, Ian Hutchinson und Guy Martin die Führungsriege, schied dann aber aufgrund technischer Probleme aus. Das Jahr 2010 beendete seine Erfolgsserie, seit 1997 in jeder TT mindestens einen Podiumsplatz belegt zu haben.
In der Saison 2011 wurde John McGuinness Teil des neuen World Endurance Squad von Honda. Außerdem nannte Honda das Team bei der TT zu Ehren John McGuinness’ in Honda TT Legends um. In diesem Jahr siegte McGuinness in der Superbike-Klasse und bei der Senior-TT. Im ersten Supersport-Rennen wurde er auf Honda Fünfter, im zweiten belegte er hinter Michael Dunlop den zweiten Platz.
2012 wurde McGuinness zum International Rider of the Year gekürt, eine prestigeträchtige Anerkennung der Zeitschrift „Road Racing Ireland“. 2012 wurde die Senior-TT wegen des miserablen Wetters zum ersten Mal in 105 Jahren abgesagt. In der Superstock-Kategorie konnte McGuinness dennoch sein erstes Rennen überhaupt gewinnen, während er in den beiden Supersport-Rennen Vierter und Fünfter wurde.
Im Jahr 2013 gewann John McGuinness die Senior-TT mit zehn Sekunden Vorsprung vor seinem Teamkollegen Michael Dunlop, Dritter wurde Bruce Anstey aus Neuseeland. Es war sein insgesamt 20. Sieg und die 41. Podiumsplatzierung bei der Tourist Trophy. Das Superbike-Rennen endete für McGuinness mit dem dritten Platz hinter Cameron Donald und Teamkollege Michael Dunlop. Dabei stellte er auf Honda CBR1000RR einen neuen Rundenrekord auf. Mit einer Durchschnittsgeschwindigkeit von 131,671 mph (211,904 km/h) umrundete McGuinness die Strecke in 17:11,572 Minuten. Eine erneute Podiumsplatzierung erreichte McGuinness in der Superstock-Klasse, indem er Bronze holte. Im zweiten Supersport-Rennen platzierte sich John McGuinness hinter Bruce Anstey und Michael Dunlop als Dritter auf dem Podium, nachdem er im ersten Supersport-Rennen als Vierter ins Ziel kam.
2014 siegte er erstmals in der TT Zero. Trotz einer Handgelenksverletzung stellte er einen neuen Rundenrekord in der Klasse der Elektromotorräder mit einer Durchschnittsgeschwindigkeit von 188,882 km/h auf. 2015 siegte er erneut in der TT Zero. Bedeutender war jedoch der siebte Titel in der Senior-Kategorie. 2016 konnte er bei den großen Rennen wie der TT oder der North West 200 auch Podiumsplätze einfahren, aber kein Rennen gewinnen.
Beim Training zur North West 200 im Mai 2017 verunglückte McGuinness schwer und brach sich vier Rückenwirbel und sagte die Teilnahme an der TT ab. Die Ursache war vermutlich ein fehlerhaft arbeitender Bremssensor. 2018 bereitete er sich zusammen mit dem britischen Hersteller Norton auf die TT vor. Wenige Wochen vor dem Rennen musste erneut eine Operation in Folge der Verletzungen durchgeführt werden. Diese heilte nicht genügend aus, so dass er erneut kurzfristig die Teilnahme absagen musste.

## Privatleben und Wissenswertes
Im April 2012 heirateten John McGuinness und seine Frau Becky in ihrer Heimatstadt. Sie waren seit dem 17. Lebensjahr ein Paar und haben zwei Kinder. Vor jeder TT bringt er als Ritual sein Zuhause auf Vordermann und seine Mutter hat noch keine TT-Teilnahme ihres Sohnes verpasst. 2007 erhielt McGuinness die Auszeichnung „Freedom of the City of Lancaster“. Damit war er der erste Sportler, dem diese Ehrung der Stadt zuteilwurde.